# Cenoloba obliteralis
Cenoloba obliteralis är en fjärilsart som beskrevs av Walker 1864. Cenoloba obliteralis ingår i släktet Cenoloba och familjen Tineodidae. Inga underarter finns listade i Catalogue of Life.